# North American T-6

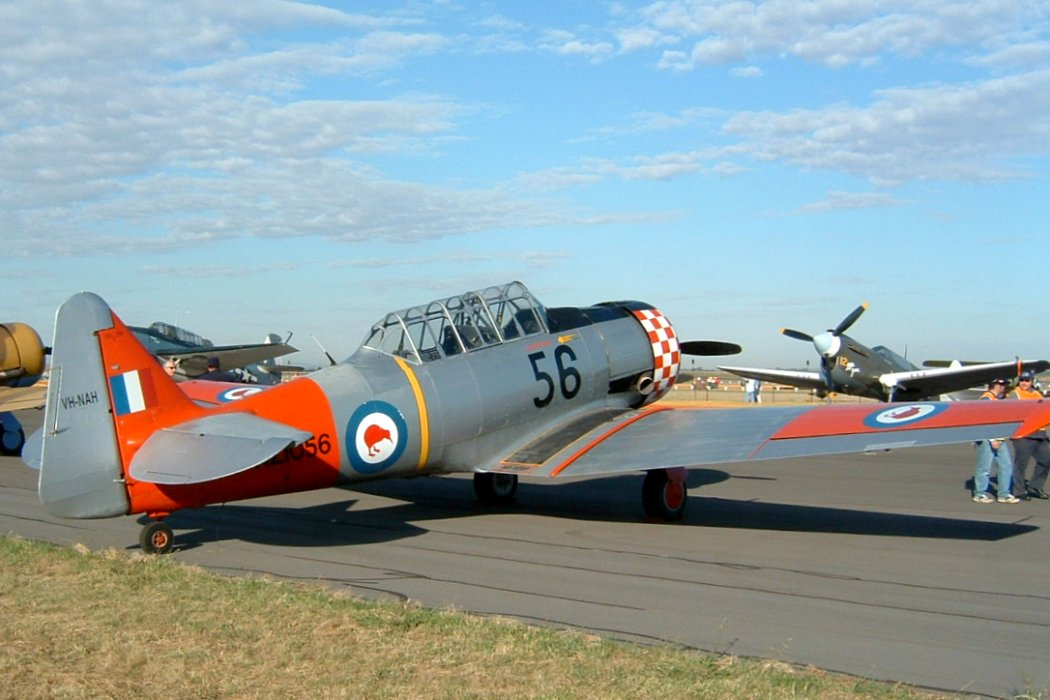
Harvard IIA neozelandês.

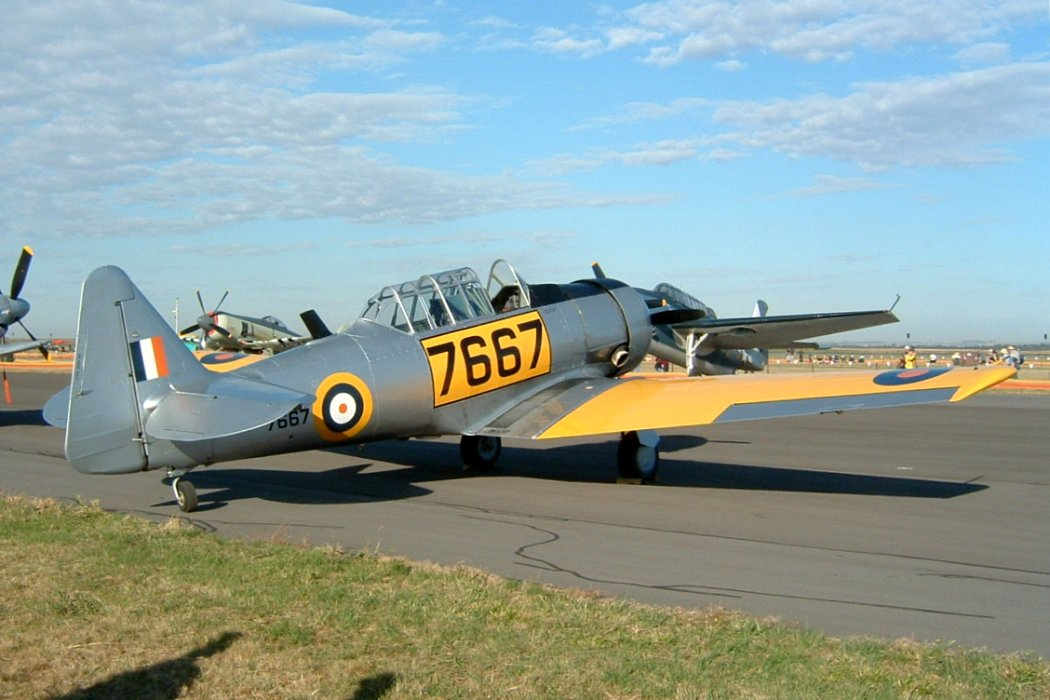
SNJ-4 sul africano.

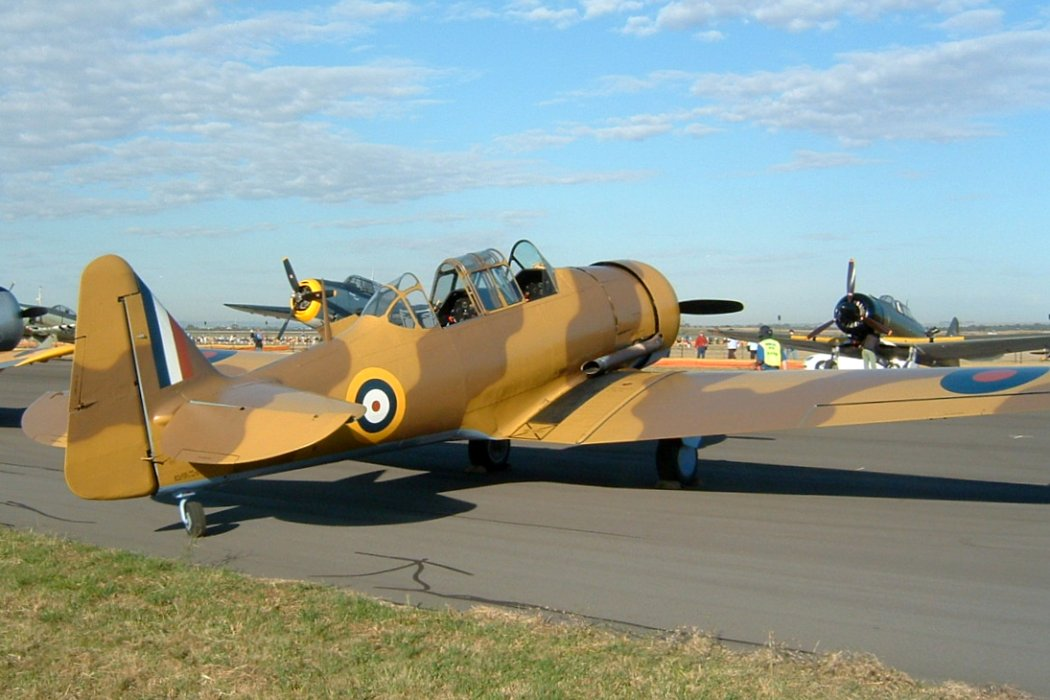
Harvard com camuflagem do deserto da RAF.

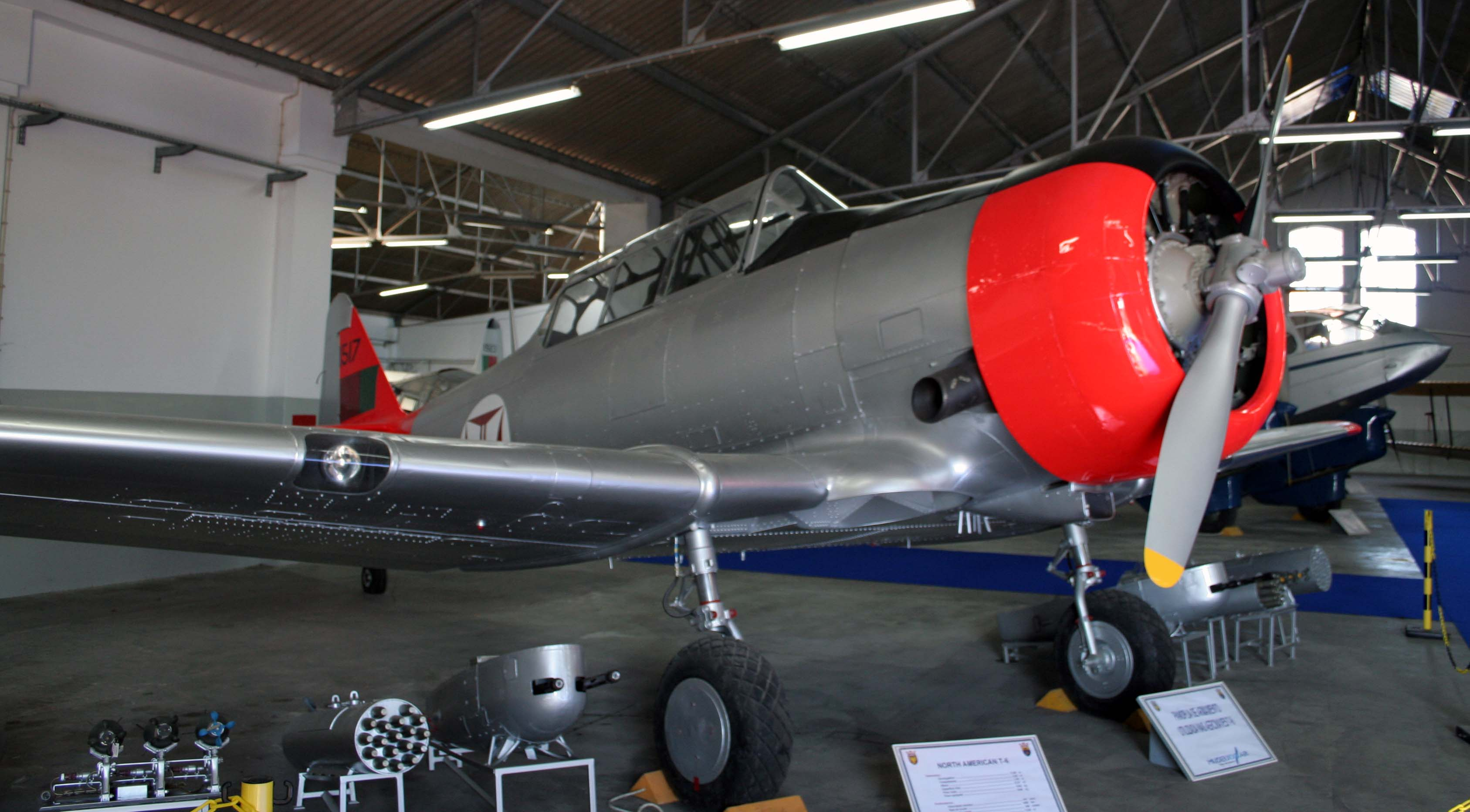
Um T-6 da Força Aérea Portuguesa, expondo a sua panóplia de armamento.

O North American T-6 é um avião monomotor, de trem de pouso convencional e retrátil com roda de cauda. Esse modelo atualmente é destinado à instrução e ao treino de pilotos e também já foi utilizado em combate em diversos cenários como a Segunda Guerra Mundial, a Guerra da Coreia e, mais recentemente, a  Guerra do Ultramar Português.
A denominação T6-Texan, pela qual o avião ficou famoso, só foi adotada pela Força Aérea dos Estados Unidos em 1948. Até aí, suas versões tiveram várias designações de fábrica dos seus diversos utilizadores.
Em 1936 a Marinha dos Estados Unidos encomendou cerca de 40 aviões à North American Aviation para instrução dos seus pilotos. O protótipo desta aeronave recebeu a designação de fábrica NA-16.
Rapidamente, principalmente por possuir o trem de pouso retrátil, o fabricante começou a receber inúmeras encomendas, dos três ramos das forças armadas americanas. O Exército alterou a designação para AT-6.
Em 1941, uma produção em grande escala foi iniciada, chegando a produzir cerca de 1.200 aviões.
Quando a Segunda Guerra Mundial começou, a Força Aérea dos Estados Unidos possuía mais de 2.000 AT-6 em serviço.
Em 1947, o modelo foi escolhido para a instrução básica de pilotagem. Em 1948, com a nova designação, o T-6G Texan tinha depósitos com maior capacidade, novo painel com melhores instrumentos de navegação e etc.
Sob licença, os canadenses fabricaram este tipo de avião com o nome Harvard.
Foi um dos aviões mais utilizado pelas diversas forças armadas mundiais. No Brasil, a nacele do piloto foi modificada pelo piloto veterano da Segunda Guerra Mundial Pedro de Lima Mendes. O T-6 vinha causando muitos acidentes aéreos no Brasil, e em muitos deles o piloto não conseguia saltar por não conseguir expelir a nacele. Vendo isso, Lima Mendes projetou um novo tipo de nacele para o T-6, enviando o protótipo para a North American, cujo modelo passou a ser usado no mundo todo.  Porém, em 1947 Lima Mendes morreu em um acidente aéreo envolvendo dois T-6, ele não conseguiu ejetar por causa de um problema na nacele que ele criou.[carece de fontes?]

## Variantes
Existiram numerosas variantes do T-6, algumas das quais foram as seguintes:
- NA-16 - protótipo inicial, com trem de aterragem fixo, sem carenagem e motor de 225 CV;
- NA-16-1E - versão com trem de aterragem retráctil do NA-16;
- NA-19/ BT-9 - 42 exemplares de instrução básica encomendados pelo Exército dos Estados Unidos e ali designados como BT-9;
- BT-9A/ BC-1B - versão armada desenvolvida para o Exército dos Estados Unidos do BT-9, depois redesignado BC-1B;
- NA-23/ BT-9B - versão com uma nova asa e nova cauda do BT-9A
- NA-26/ BC-1 - redesenho do BT-9 com uma nova asa, nova cauda e fuselagem inteiramente em metal;
- NA-33/ Wirraway - versão de reconhecimento armado do BC-1 produzida na Austrália e ali conhecida como Wirraway;
- NA-56/ BT-9B - Versão para a China do BT-9;
- NA-57/ BT-9B - Versão para a França do BT-9;
- NA-41/ BT-9C - Versão para o Exército dos Estados Unidos;
- NA-48 - Versão do NA-26 para a China
- NA-58/ BT-14 - versão com a fuselagem inteiramente em metal para o USAAC
- NA-64/ BT-14A - versão do BT-14 destinados à França
- NA-49/ Harvard I - 400 exemplares do NA-26 destinados à RAF e ali designados Harvard I;
- NA-59/ BC-1A/ AT-6/ SNJ-1/ Harvard II - versão com trem de aterragem retráctil do NA-48. Inicialmente designado no Exército Americano BC-1 e, depois, AT-6. Denominado SNJ-1 na Marinha dos EUA e Harvard II na RAF;
- SNJ-2 - versão desenvolvida do SNJ-1;
- NA-54/ BC-2 - desenho modificado do BC-1;
- NA-77/ AT-6A/ SNJ-3 - desenvolvimento do NA-59;
- NA-84/ AT-6B - versão de treino de tiro
- NA-88/ AT-6C/ SNJ-4/ Harvard IIA
- AT-16/ Harvard IIB
- T-6D/ SNJ-5/ Harvard III - programa de modernização do AT-6 com nova cabina, nova hélice, nova roda de cauda e maiores tanques de combustível.  Passou a denominar-se na Força Aérea dos Estados Unidos T-6D Texan;
- NA-121/ AT-6F/ SNJ-6
- NA-168/ T-6G/ SNJ-7 - modernização do T-6 iniciada em 1949 e denominada T-6G Texan pela Força Aérea dos Estados Unidos;
- NA-186/ T-6J/ Harvard 4 - versão produzida no Canadá até 1954.

## Operadores
| - Argentina - Bélgica - Biafra - Bolívia - Brasil - Canadá - Taiwan - Chile - Colômbia - República do Congo - Cuba - Dinamarca - República Dominicana - El Salvador - França - Gabão - Alemanha - Grécia - Honduras - Índia - Israel - Itália - Japão | - Catanga - México - Marrocos - Países Baixos - Moçambique - Nova Zelândia - Noruega - Paquistão - Paraguai - Filipinas - Portugal - África do Sul - Eslovênia - União Soviética - Suécia - Tailândia - Tunísia - Reino Unido - Estados Unidos - Uruguai - Venezuela - Zaire - Iugoslávia |

## Operação em Portugal
Em 1947, foram adquiridos os primeiros 28 aviões North-American AT-6 com destino à Aeronáutica Militar. Em 1951 foram recebidos mais 20 aviões, ao abrigo um protocolo de defesa entre Portugal e os Estados Unidos, do tipo T-6G Texan.
A Aviação Naval recebeu em 1950, oito aviões SNJ-4, a versão utilizada pela Marinha dos Estados Unidos.
Em 1952, todos esses aviões foram integrados na Força Aérea Portuguesa que os reuniu na Base Aérea Nº1, utilizando-os na instrução de pilotagem. A FAP também decidiu uniformizar todos esses aviões modificando-os para versão T-6G. O apelido Texan nunca foi usado em Portugal. Dado que os primeiros aviões eram da versão canadiana, ali denominada Harvard, todos os T-6 portugueses, independentemente da origem ficaram conhecidos por T-6 Harvard.
O número de unidades em serviço foi sucessivamente aumentado. Um total de 257 T-6 serviu as Forças Armadas Portuguesas, fazendo o que faz dele o modelo de aeronave militar com o maior número de unidades de sempre a servir Portugal.
No inicio da Guerra do Ultramar, em 1961, foram enviados para as três frentes onde desempenharam um bom papel. Para tal, nas Oficinas Gerais de Material Aeronáutico, receberam alguns melhoramentos. Foram montados nas asas suportes para bombas, metralhadoras e ninhos de foguetes.
A Força Aérea Portuguesa foi o último utilizador do T-6 em operações militares efetivas.
Mantiveram-se alguns aviões na Base Aérea Nº3 para treino operacional de pilotos até 1978, data a que foram abatidos ao efectivo.
Actualmente o Museu do Ar tem 2 aviões T-6 em reserva e mais um em estado de voo. O Museu Aero Fenix possui um T-6G (Ex-USAF 51-15177, ex-FAP 1635) que está a restaurar para estado de voo.

## Operação no Brasil

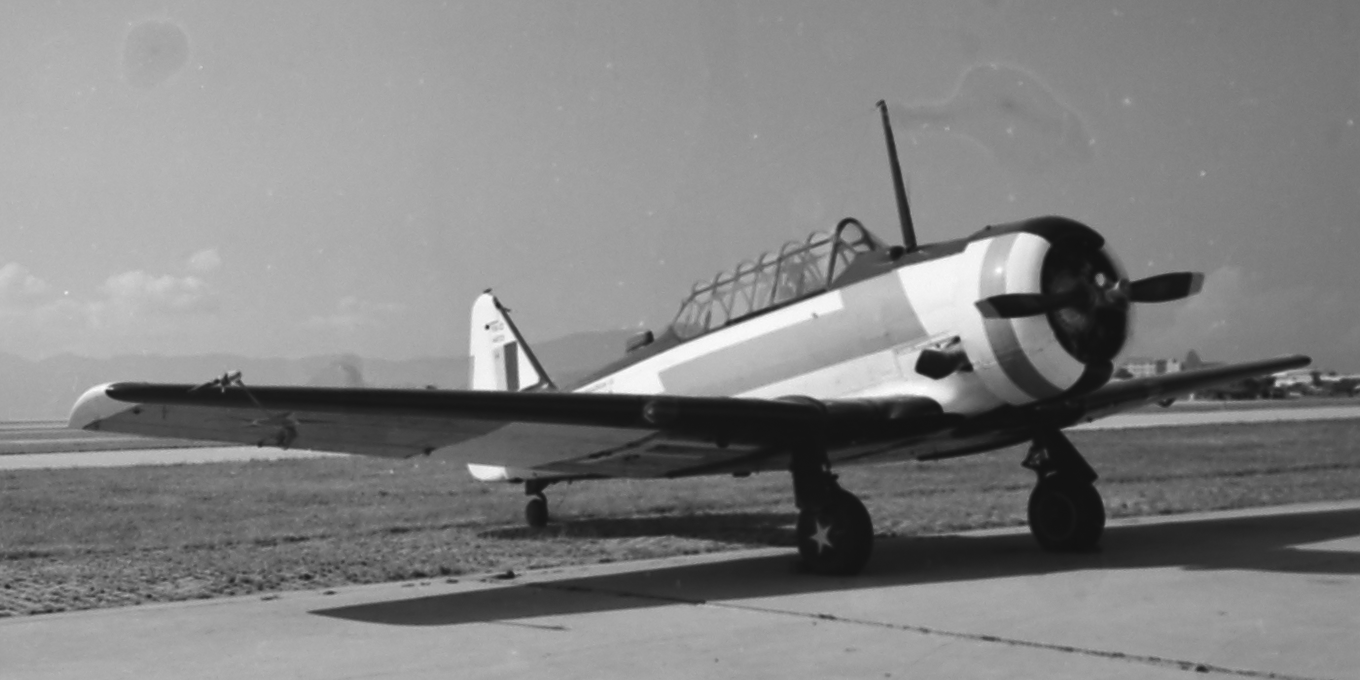
Um T-6 de treinamento da Força Aérea Brasileira.

A Força Aérea Brasileira operou a versão AT-6D entre 1947 e 1976. O T-6 serviu à FAB por 34 anos, foi fabricado sob licença no Brasil entre 1946 e 1951 na fábrica de aviões de Lagoa Santa, Minas Gerais. No total, 81 unidades foram produzidas em Lagoa Santa, somando-se ao total mundial de 15.495 aviões.  Foi utilizado em missões de treinamento avançado, tiro, bombardeio, patrulha e demonstração aérea.  Esta última, na equipe de demonstração aérea da FAB, a Esquadrilha da Fumaça, onde efetuou cerca de 1.270 apresentações ao longo de 23 anos de serviço ativo. Com o avião a esquadrilha exibiu-se em todos os Estados brasileiros e no Uruguai, Paraguai, Argentina, Guiana, Venezuela, Panamá e Guatemala.  O Museu Aeroespacial tem em seu acervo a aeronave matrícula FAB 1.552, voada pelo Coronel Antônio Arthur Braga, recordista mundial de horas de voo em aviões T-6 e comandante da Esquadrilha da Fumaça.  Prova sua robustez e eficiência até hoje ser empregado em demonstrações acrobáticas, executando manobras de precisão e alto desempenho em vários cantos do planeta. Nos Estados Unidos, por exemplo, existe o "North American Team", esquadrilha que realiza acrobacias com as aeronaves em formação. No Brasil, o "Circo Aéreo" (ex-Onix) utiliza três T-6 em demonstrações acrobáticas, e possui uma quarta aeronave em restauro.
Na Base Aérea de São Paulo (BASP) há um T-6 em frente ao prédio do Comando, e tendo ao fundo o imenso Aeroporto de Cumbica, Guarulhos. Um T-6 guarda a praça de entrada da Base Aérea de Campo Grande, Mato Grosso do Sul e simboliza a esquadrilha de reconhecimento e ataque n° 42 (ERA-42), integrada pelo então Tenente Chaves Filho (homenageado pela praça); um T-6 NA44 está em um monumento na praça da prefeitura municipal de Rio Negrinho, SC em homenagem ao piloto da FEB que morreu na Itália em 1944, tenente Oldegar Olsen Sapucaia.Em Brusque no Parque Leopoldo Moritz existe outro exemplar do avião North American T-6D, exposto.Na EPCAr,em Barbacena está exposto um T-6 no Pátio da Bandeira. Em Pirassununga, existem duas aeronaves T-6 estáticas, sendo um na Praça do Avião (matrícula 1647) e outro no interior da Academia da Força Aérea. Em Lagoa Santa, na entrada do PAMA/LS existe um T-6 espetado.